# Jules Dassin
Jules Dassin (Middletown, Connecticut, 1911. december 18. – Athén, 2008. március 31.) amerikai filmrendező.

## Életpályája
Szülei: Samuel Dassin és Berthe Vogel voltak. Iskoláit New Yorkban végezte. 1934–1936 között színi tanulmányokat folytatott Franciaországban. 1936–1939 között a New York-i Jiddish Színházban szerepelt. 1939–1941 között mint rádiószerző dolgozott. 1940-ben Alfred Hitchcock asszisztense volt. 1941-ben Hollywoodban telepedett le. Előbb az RKO cég forgatókönyvírója, majd az Metro-Goldwyn-Mayer vállalat munkatársaként Garson Kanin rendező-asszisztense volt. Az 1940-es évek végén bűnügyi históriákat forgatott. 1950-ben az Amerika-ellenes tevékenységet vizsgáló bizottság előtt tanúként hallgatták ki, majd hollywoodi munkájától megfosztották. 1954-től Franciaországban élt és rendezett. Az 1979-es cannes-i filmfesztivál zsűritagja volt. 1984-ben a Berlini Nemzetközi Filmfesztivál zsűritagja volt.

### Munkássága
Többek között egyéni felfogásban hangjátékká dolgozta fel Nyikolaj Vasziljevics Gogol A köpeny című elbeszélését. Önálló művészi pályafutását Edgar Allan Poe Áruló szív (1941) című novellájának filmrevitelével kezdte. A második világháború alatt néhány antifasiszta jellegű produkción kívül elkészítette Oscar Wilde A canterville-i kísértet (1944) című derűs, szatirikus művét. A bűnügyi históriák legfeljebb abban különböztek a hasonló hollywoodi munkáktól, hogy környezetrajzukban, társadalom-ábrázolásukban reálisabbak, de a bűntettek bemutatásában ugyancsak aprólékosan naturalisták. Franciaországban készült munkái közül kiemelkedik a Níkosz Kazandzákisz regénye nyomán forgatott modern Jézus-legenda, az Akinek meg kell halnia (1957). A Kréza szigetén a török megszállás idején játszódó érzelemgazdag, nagy hatású történet nemcsak művészi megoldásaival, de haladó mondanivalójával, a szabadságvágy elpusztíthatatlanságának hirdetésével is emlékezetessé vált. 1960-ban a Vasárnap soha című filmjét Oscar-díjra jelölték.

## Magánélete
1937–1962 között Beatrice Launer volt a felesége. Két gyermekük született: Joe Dassin (1938–1980) énekes és Julie Dassin (1945) színésznő. 1966–1994 között Melína Merkúri (1920–1994) görög színésznő volt a párja.

## Filmrendezései
- Áruló szív (The Tell-Tale Heart) (1941)
- Martha ügyei (The Affairs of Martha) (1942)
- Náci ügynök (Nazi Agent) (1942)
- Összejövetel Franciaországban (1942)
- Új eszmék (Young Ideas) (1943)
- A canterville-i kísértet (1944)
- Levél Évának (A Letter for Evie) (1946)
- Nyers erőszak (Brute Force) (1947)
- A meztelen város (1948)
- Tolvajok országútja (1949)
- Az éjszaka és a város (1950)
- Rififi a férfiak közt (1955) (forgatókönyvíró és színész is)
- Akinek meg kell halnia (1957) (forgatókönyvíró is)
- A törvény (1959) (forgatókönyvíró is)
- Vasárnap soha (1960) (forgatókönyvíró, színész és filmproducer is)
- Phaedra (1962) (forgatókönyvíró, színész és filmproducer is)
- A Topkapi kincse (1964) (színész és filmproducer is)
- Nyáron, este fél tizenegykor (1966) (forgatókönyvíró és filmproducer is)
- A hajnal ígérete (Promise at Dawn) (1969) (forgatókönyvíró, színész és filmproducer is)
- Asszonyok kiáltása (1978) (forgatókönyvíró is)
- Összeesküvők (1981)

## Díjai
- Legjobb rendezés díja (cannes-i fesztivál) (1955) Rififi a férfiak közt
- A cannes-i fesztivál OCIC-díja (1957) Akinek meg kell halnia